# Jean Ange de Syrmie
Jean Ange (en grec : Ἰωάννης Ἄγγελος, en hongrois : Angelos János, vers 1193 – 1253) est un prince byzantin, fils de l’empereur Isaac II Ange, qui émigre en Hongrie et sert comme gouverneur de provinces, notamment celle de Syrmie, entre 1227 et 1253. Il est notamment apparenté par sa mère aux souverains hongrois André II et Béla IV.

## Biographie
Jean Ange est le fils de l’empereur Isaac II Ange, qui règne de 1185 à 1195 (puis de 1203 à 1204) et de Marguerite de Hongrie, la fille du roi Béla III. Jean a trois demi-frères et sœur issus d’une première femme d’Isaac : Anne-Euphrosyne, Irène Ange et le futur Alexis IV Ange, ainsi qu’un petit frère, Manuel Ange.
Après les troubles de la Quatrième Croisade, la famille de Jean Ange trouve refuge en Hongrie en 1222. Le roi André II lui donne le gouvernorat de la région de Syrmie, au sud de la Sava, incluant les cités de Belgrade et Macsó.
En 1221, le pape Honorius III exige l’éradication des Bogomiles, un mouvement considéré comme hérétique et particulièrement actif en Bosnie. Ugrin Csàk, l’archevêque de Kalocsa, propose à André II de prendre la tête d’une croisade comme la promesse de récupérer les terres conquises aux Bogomiles. Finalement, Ugrin confie cette mission à Jean Ange, contre 200 marcs d’argent. Si Jean Ange prend cette somme, il ne fait rien contre les Bogomiles en dépit d’un rappel du pape en 1227. 
Le roi Béla IV nomme Jean Ange comme gouverneur de Syrmie et Rostislav Mikhaïlovitch comme gouverneur de Slavonie. 
Il meurt en 1253.

## Famille
Jean épouse Matilda de Vianden, la fille d'Henri Ier de Vianden et de Marguerite de Courtenay-Namur. Celle-ci est la fille de Pierre II de Courtenay, empereur latin de Constantinople et par conséquent sœurs des empereurs latins Robert de Constantinople et Baudouin II de Constantinople.

## Sources
- (en) Michael Angold, « The Latin Empire of Constantinople, 1204–1261: Marriage Strategies », dans Identities and Allegiances in the Eastern Mediterranean after 1204, Farnham: Ashgate Publishing Limited, 2011, 47-68 p. (ISBN 9781409410980)
- (en) Gordon McDaniel, « On Hungarian-Serbian Relations in the Thirteenth Century: John Angelos and Queen Jelena », Ungarn-Jahrbuch, vol. 12,‎ 1982-1983, p. 43-50
- Nicolas Petrovitch, « La reine de Serbie Hélène d'Anjou et la maison de Chaources », Crusades, vol. 14,‎ 2015, p. 167-182 (ISBN 9781472468413)